# Nikon Coolpix S9100
La Nikon Coolpix S9100 è una fotocamera non-SLR prodotta dalla Nikon, che fa parte della serie Nikon Coolpix.

## Caratteristiche
Dispone di una memoria interna (circa 74 MB) espandibile con card di memoria SD/SDHC/SDXC/UHS.

Ha un sensore da 12,1 milioni di pixel, può fare filmati in Full HD 1080p e ha un obbiettivo Nikkor con zoom ottico di 18x. Pesa circa 214 grammi con la batteria e la card incluse. La lunghezza focale è di 4,5–81 mm (circa 25–450 mm); l'apertura di f/3,5-5,9 e lo schema ottico di 12 elementi in 11 gruppi.